# 一氢化硼
一氢化硼，又称硼烷(1)或甲硼烯，是一种不稳定的硼的氢化物，化学式 BH。

## 产生
一氢化硼可以由紫外线照射羰基甲硼烷而成。
BH3CO → BH + CH2O
当硼化合物在氢气存在下被加热到高温时，就会形成一氢化硼。
硼阴离子B− 和氢阳离子 H+反应也会形成一氢化硼。它也可以由硼原子和氢气反应而成。
B + H2 → BH + H
BH2 的反应能量太大，不稳定。
一氢化硼可能存在于太阳黑子中，不过直到 2008年仍未被检测到。

## 性质
一氢化硼的电离能为 9.77 eV。在基态下，它的键解离能为 81.5 kcal/mol。一氢化硼的电子亲和能为 0.3 eV，形成 HB−离子。
在基态下，一氢化硼的偶极矩是 1.27 德拜，第一激发态 A1Π 的一氢化硼则为 0.58 德拜。
尽管 BH 是闭壳分子，但它是顺磁性，这与温度无关。

## 反应
大量的一氢化硼并不稳定，在 20 托的气压下，会在 20 ns 的时间迅速消失。
一氢化硼会和氧气反应，产物可能是 HBO。一氢化硼不和甲烷反应，但它会和丙烷反应，形成 C3H7BH2。它和一氧化氮反应，可能产生 HBO 和HBNO。一氢化硼会和双键加成，也会和水反应。
一氢化硼可以以聚一氢化硼固体的形式出现，它在空气中会自燃。
一氢化硼在50 GPa时，预测会形成空间群Ibam 的固体，在超过 168 GPa时，会形成空间群为 P6/mmm的金属态。

## 相关离子
一氢化硼阳离子和双阳离子都是已知的。双阳离子 HB2+ 可以由有两个键的 σ配体框架支撑。一氢化硼双阴离子可以由胺稳定化。